# ГЕС Колімілья
ГЕС Colimilla — гідроелектростанція у мексиканському штаті Халіско. Знаходячись між малими ГЕС Puente Grande 2 (12 МВт, вище по течії) та ГЕС Intermedia (5 МВт), входить до складу каскаду на річці Grande de Santiago, яка дренує найбільше прісноводне озеро країни Чапала та впадає до Тихого океану за 240 км на північний захід від Гвадалахари.
У межах проекту каньйон річки перекрили бетонною арковою греблею висотою 105 метрів, яка утримує лише невелике водосховище та спрямовує ресурс у дериваційний тунель завдовжки приблизно 2 км, прокладений під лівобережним гірським масивом. Останній переходить у чотири короткі напірні водоводи, що спускаються до розташованого на березі Grande de Santiago наземного машинного залу. Основне обладнання станції становлять чотири турбіни типу Френсіс потужністю по 12,8 МВт.
Після того, як наприкінці 1970-х регуляторний орган скасував дозвіл на використання ресурсів озера Чапало, ГЕС Colimilla (так само як і станції Puente Grande 2, Intermedia та Juntas) можуть працювати лише в сезон дощів.